# Тисменецкий, Мирон Леонидович
Мирон Леонидович Тисменецкий (также известен как Тимор Тисменецкий, англ. Miron Tismenetsky; 6 июня 1947, Кишинёв — 13 апреля 2006, Израиль) — израильский математик и издатель.

## Биография
Учился в кишинёвской средней школе № 9. В 1969 году окончил физико-математический факультет Кишинёвского университета. Преподавал в Кишинёвском сельскохозяйственном институте.
В Израиле с 22 апреля 1974 года. В 1980 году получил докторскую степень в хайфском Технионе под руководством Л. Е. Лерера, в 1981—1983 годах — в постдокторантуре под руководством Питера Ланкастера в Альбертском университете. С 1983 года преподавал в Технионе, до 1995 года также был научным сотрудником в IBM (в техническом центре IBM при хайфском Технионе, а в 1990—1993 годах — в Гейдельберге).
В 1989 году основал издательство научной литературы «Савран» (סברן), в котором среди прочего выпустил ряд написанных им совместно с братом Давидом Тисменецким (род. 1950) школьных учебников и учебных пособий по алгебре и геометрии. Основные научные труды — в области теории операторов, прикладной математики и информатики, соавтор монографии «Теория матриц» (1985). После 1993 года научных трудов по математике больше не публиковал.
Опубликовал также научные труды по пищевым добавкам из медицинских грибов («Dietary Supplements from Medicinal Mushrooms: Diversity of Types and Variety of Regulations», 2000; «Dietary Supplements from Medicinal Mushrooms: How We Are Going to Ensure Their Quality and Safety», 2001, обе — в International Journal for Medicinal Mushrooms). Последние годы жизни занимался предпринимательской деятельностью.

## Семья
- Жена (с 1966 года) — Фаня Бронштейн, дочери Илана (1970) и Карин (1985), сын Амир Эйтан (1976).

## Монографии
- מרון תסמנצכי. אנליזה ספקטרלית של אלומות פולינומיאליות באמצעות שורשי המשוואה המטריציאלית המתאימה (Spectral analysis of polynomial bundles by the roots of the corresponding matrix equation. Technion, 1977).
- מטריצות בזו, טייפליץ והנקל בתורה ספקטרלית של פולינומים מטריציאליים (Bezoutians, Toeplitz and Hankel matrices in the spectral theory of matrix polynomials, 1981).
- Peter Lancaster, Miron Tismenetsky. The Theory of Matrices: With Applications. Второе издание — Лондон: Academic Press, 1985. — 570 p.[13]

## Публикации IBM
- Factorizations of Hermitian Block Hankel Matrices. IBM Deutschland, Wiss. Zentrum Heidelberg, 1990.
- The Hermitian Case. IBM Deutschland, 1990.
- On Equations in Companion Matrices, Block Hankel and Block Toeplitz Matrices. IBM Deutschland, Wiss. Zentrum Heidelberg, 1990.
- Preconditioning in the Boundary Element Method for Elliptic Problems. Wissenschaftliches Zentrum: Heidelberg Scientific Center technical reports, IBM Deutschland GmbH Stuttgart. IBM Deutschland, Wiss. Zentrum Heidelberg, 1990.
- A Note on a Block Preconditioner. IBM Germany. Heidelberg Scientific Center, 1990.
- A Decomposition of Toeplitz Matrices and Optimal Circulant Preconditioning. IBM Deutschland, Wiss. Zentrum Heidelberg, 1990.

## Школьные учебники
- אלגברה רמה בינונית 3 יחידות לימוד (иврит, 1987)
- אלגברה בסיסית (иврит, 1989)
- אלגברה רמה גבוהה: לכיתות י', 4-5 יחידות לימוד — מתמטיקה (иврит, 1989)
- וקטורים (иврит, 1991)
- אלגברה (иврит, 1992)
- אנליזה: 3 יחידות לימוד (иврит, 1993)
- אלגברה כיתות ח-ט (иврит, 1993)
- אלגברה כיתות ח-ט (иврит, 1993)
- ספר הכנה לבגרות מתמטיקה: 3 יחידות לימוד (иврит, 1994)
- אנליזה: 5-4 יחידות לימוד (иврит, 1995)
- מתמטיקה לכיתות ז-ח (иврит, 1996)
- מתמטיקה 3 יחידות לימוד (иврит, 1997)